# 2025 aux Pays-Bas
Chronologie des Pays-Bas
- 2021
- 2022
- 2023
- 2024
- 2025
- 2026
- 2027
- 2028
- 2029

Cette page concerne les événements qui se sont produits durant l'année 2025 du calendrier grégorien aux Pays-Bas.

## Événements

### Juin
- 3 juin : le Parti pour la liberté se retire de la coalition au pouvoir[1].
- 24 au 25 juin : sommet de l'OTAN de 2025 à La Haye.

### Juillet
- x

### Août
- x

### Septembre
- x

### Octobre
- 29 octobre : élections législatives.

### Novembre
- x

### Décembre
- x

#### L'année 2025 dans le reste du monde
- L'année 2025 dans le monde
- 2025 par pays en Amérique, 2025 au Canada, 2025 au Québec, 2025 au Mexique
- 2025 en Europe, 2025 dans l'Union européenne, 2025 en Belgique, 2025 en France, 2025 en Italie, 2025 en Suisse
- 2025 en Afrique • 2025 en Asie • 2025 en Océanie
- 2025 aux Nations Unies
- Décès en 2025